# Mỹ Hưng, Thanh Oai
Mỹ Hưng là một xã thuộc huyện Thanh Oai, thành phố Hà Nội, Việt Nam. Đây là xã có Dự án đường trục phía nam Hà Nội đi qua. Thành phố Hà Nội dự định triển khai khu đô thị Mỹ Hưng.
Xã Mỹ Hưng có diện tích 6,29 km², dân số năm 1999 là 5.368 người, mật độ dân số đạt 853 người/km².

## Đình Phương Mỹ
Đình làng Phương Mỹ, xã Mỹ Hưng thờ Phạm Huyền Thông - Thái Úy thống lĩnh tiền quân thủy bộ thời Đinh sau được phong Thái Úy Thượng Quốc Đại Vương. Ông là người trang Hồ Liên (Thanh Oai), có công đánh dẹp các sứ quân Ngô Xương Xí, Nguyễn Siêu, Phạm Bạch Hổ. Ông cũng được thờ ở Đình Cư An xã Tam Đồng, huyện Mê Linh.